# Europa-Park Stadion
El Europa-Park Stadion es un recinto deportivo ubicado en la ciudad de Friburgo, Baden-Wurtemberg, Alemania. Es el hogar del club de fútbol Sport-Club Friburgo. La instalación está ubicada en el distrito Brühl al lado del aeropuerto de la ciudad. Tiene una capacidad de 34 700 espectadores.

## Características
Según el diseño de la oficina de arquitectura HPP Architects de Düsseldorf, el campo de fútbol es un estadio con niveles superiores e inferiores circundantes, excepto la tribuna que se ubica detrás de la portería en el lado sur que consiste de un nivel continuo. De la capacidad total de 34 700 espectadores, una alta proporción del 36 por ciento (aproximadamente 12 400 puestos) se designa para público en pie. El edificio de 25 metros de altura tiene una forma rectangular. Además de las oficinas del club están las salas funcionales del equipo profesional y del sub-23 integrados en el estadio.

## Historia

### Preámbulo
El anterior estadio del SC Friburgo se inauguró en 1954 y últimamente apenas cumplía con los requisitos de un lugar moderno debido al campo demasiado pequeño (100.5 m x 68 m) y un decline de 98 cm desde la portería en el sur hacia la del en el norte, dirección al río Dreisam y solo se puede usar con un permiso especial de la DFL. Desde tiempo se discutía una remodelación, el Sport-Club encargó un estudio según el cual tomaría once años de obras, sin mayor aforo y con costos insignificantemente menores de un estadio nuevo. En la primavera de 2012 los consejeros municipales de la ciudad de Friburgo también ordenaron una auditoría de Ernst & Young, que calculó un tiempo de conversión de tres años, pero también  con costos significativamente más altos. En consecuencia una "solución a prueba de futuro" no sería posible en la ubicación anterior, por lo que se buscaron y compararon varias nuevas.
En diciembre de 2012, el ayuntamiento de Friburgo votó a favor de la construcción de un nuevo estadio y confirmó el examen de tres posibles ubicaciones.
El grupo conjunto de trabajo del club y la ciudad acordaron la ubicación Wolfswinkel junto al aeródromo y la facultad técnica de la Universidad de Friburgo en el distrito de Brühl. Las ventajas son la buena conexión con el  transporte público y la posibilidad de crear lugares de capacitación en el área y qué la ciudad posee el terreno con excepción de 200 m² en propiedad de la universidad. El 1 de febrero de 2015, los ciudadanos de Friburgo votaron en una decisión ciudadana con un 58.2 por ciento a favor del nuevo estadio en el Wolfswinkel.

### Construcción
El 16 de noviembre de 2018, el club finalmente recibió el permiso de construcción para comenzar los trabajos del nuevo estadio con un presupuesto fijo de 76 millones de euros. En el mismo mes comenzaron los preparatorios en la obra.
El estadio se pretendía completarse en 2020 al comienzo de la temporada 2020-21. El plan apretado iba bien, a finales de 2019, se inauguró un puente peatonal y ciclovía sobre el nuevo acceso construido al estadio (Suwonallee). El trabajo en la estructura sorprendente del techo inició a principios de 2020 y para no obstaculizar el tráfico diario, los elementos sobre dimensionales fueron traídos de noche. También el equipo del SC Friburgo realizó un recorrido por su nuevo hogar pero sin certeza si se puede cumplir la fecha de apertura.
Debido a los efectos de la pandemia de COVID-19, no se pudo cumplir con la finalización prevista al comienzo de la temporada 2020-21. «Definitivamente habrá demoras en la construcción del estadio. Sin embargo, el alcance aún no se puede predecir de manera confiable». Esto fue declarado por el CFO del SC Friburgo Oliver Leki en abril de 2020 en una entrevista con la revista Kicker. Para la licencia de la temporada 2020-21, el Sport-Club especificó al Dreisamstadion como sede adicional al nuevo estadio.
Los nombrados atrasos se extendieron aún más hasta mediados de 2021 y dado que el trabajo interior aún no estaba completo, se prolongó adicionalmente una vez más la licencia para el viejo estadio entrando a la temporada 2021-22 y así los tres primeros partidos en casa del Friburgo se jugaron en el Dreisamstadion y marcaron su gloriosa despedida.

### Inauguración y denominación
Antes de que se diese a conocer un nombre comercial para el estadio, los aficionados acordaron llamarlo Mooswaldstadion en referencia al cercano bosque qué también da nombre al vecino barrio Mooswald. Para los fanáticos era importante darle al estadio un nombre «real» y «no un nombre patrocinado que cambia cada dos años».
Desde el 1 de octubre de 2021, el Europa-Park, uno de los parques temáticos más grandes de Europa y ubicado en el cercano Rust, y que ha sido socio del SC Friburgo aproximadamente durante los últimos 30 años, se acogió del nombre publicitario del estadio con un contrato a largo plazo, que desde entonces se llama Europa-Park-Stadion. Igualmente se acordó no divulgar el contenido del mismo.
El 7 de octubre de 2021 finalmente el estadio fue inaugurado con un partido amistoso entre el invitado equipo de tradición, en ese momento líder en la Segunda División, F.C. San Pauli y el finalmente victorioso Sport-Club Friburgo, qué ganó 3 - 0. Un día después, hubo que retirar el césped que se había colocado un año antes y qué se presentó en mal estado, principalmente por la alta humedad del verano pasando y una infección con hongos.
El 16 de octubre de 2021, en la octava jornada, se disputó el primer partido de la Bundesliga en el Europa-Park Stadion con un empate 1 - 1 de Friburgo y el RasenBallsport Leipzig.

## Propiedad y financiamiento
El estadio es propiedad de Stadion Freiburg Objektträger GmbH & Co. KG, empresa cuál mayoritaria es la ciudad de Friburgo, el Sport-Club Friburgo es socio minoritario con responsabilidad limitada con una contribución de capital por el monto de 15 millones de euros y que puede incrementar hasta un límite máximo de 20 millones de euros en aumentos de un millón de euros cada año mientras juega en la Bundesliga de fútbol. La tercera participación fue la participación de Badische Staatsbrauerei Rothaus existente de la Messe de  12,78 millones de euros. El Ministerio de Cultura, Juventud y Deporte de Baden-Wurtemberg ha subsidiado el estadio con 16,2 millones de euros. Los restantes 32.7 millones de euros deben financiarse mediante deuda de préstamo. En julio de 2018 se anunció que Rothaus se retiraría de la financiación y el SC Friburgo se haría cargo de la participación y la financiaría a través de un préstamo. Una vez en servicio, se suma anualmente hasta 3,8 millones de euros jugando en la Bundesliga y hasta 2,5 millones de euros de arrendamiento neto anual en caso de descenso a la 2. Bundesliga.

## Medidas compensatorias medioambientales
Para la construcción del campo de fútbol, las áreas de tráfico y el área de entrenamiento, se establecieron medidas en un área de alrededor de 70 hectáreas, para las cuales la ciudad invirtió unos diez millones de euros, aproximadamente la mitad de los cuales fueron en hierba magra debido a una compensación proporcionada. Se eliminaron casi diez hectáreas de praderas silvestres durante la construcción, que debe ser compensada por más de 16 hectáreas debido a su alto valor. Para ello se seleccionaron ocho hectáreas en el antiguo vertedero de Eichelbuck, 5.3 hectáreas en el aeropuerto Bremgarten, 1.5 hectáreas en Tuniberg y 1.2 hectáreas en el norte del aeródromo. Parte de la planificación entró en función desde la decisión de los ciudadanos de 2015. En julio de 2019 ya se habían creado cuatro hectáreas de pasto magro en el Eichelbuck. Esta medida debería completarse hasta 2021. Para este propósito el césped natural y las semillas se retiran de los biotopos del campo de construcción del estadio y se llevan la bellota para su instalación, de modo que las especies de plantas típicas así como los insectos puedan asentarse en el área de compensación. Después de unos meses había una gran similitud, no solo en las plantas, con los biotopos en el campo de aviación, como mostró una investigación en 2018. Para mantenerlo así, debe cortarse varias veces en verano. Se han completado las medidas compensatorias en el norte del aeródromo vecino y en el aeródromo Bremgarten. En Bremgarten se sellaron parte de las pasarelas. Otra medida es el pastoreo extenso de un área en la zona Elz en Köndringen con ganado, algo que también es útil para las grajillas residentes.

## Protección contra el ruido y demandas judiciales
En mayo de 2019, el Tribunal Administrativo de Friburgo se negó a detener la construcción en un procedimiento urgente que seis residentes habían solicitado. Los demandantes presentaron una apelación contra esto en junio. Los pilotos de planeadores de Friburgo retiraron su demanda contra el estadio porque recibieron una nueva pista de hierba en 2019.
El Tribunal Administrativo de Baden-Württemberg decidió el 2 de octubre de 2019 que se deben observar estándares de protección contra el ruido comparativamente altos para el uso del estadio. Esto significa que durante toda la semana ningún juego puede empezar más allá de las 8 p. m. y el domingo ningún juego puede caer entre la 1 p. m. y las 3 p. m. Se aplican diferentes reglas a los eventos no deportivos.
| Día       | Tiempos permitidos                 | Internacional | Pokal | 1. Bundesliga | 2. Bundesliga |
| --------- | ---------------------------------- | ------------- | ----- | ------------- | ------------- |
| Lunes     | 8:00 hasta 20:00                   |               |       | 20:30         | 20:30         |
| Martes    | 8:00 hasta 20:00                   | 18:55         | 18:30 |               |               |
| Martes    | 8:00 hasta 20:00                   | 18:55         | 20:00 |               |               |
| Martes    | 8:00 hasta 20:00                   | 21:00         | 20:45 |               |               |
| Miércoles | 8:00 hasta 20:00                   | 18:55         | 18:30 |               |               |
| Miércoles | 8:00 hasta 20:00                   | 21:00         | 20:45 |               |               |
| Jueves    | 8:00 hasta 20:00                   | 18:55         |       |               |               |
| Jueves    | 8:00 hasta 20:00                   | 21:00         |       |               |               |
| Viernes   | 8:00 hasta 20:00                   |               |       | 20:30         | 18:30         |
| Sábado    | 8:00 hasta 20:00                   |               |       | 15:30         | 13:00         |
| Sábado    | 8:00 hasta 20:00                   | 18:30         |       |               |               |
| Domingo   | 9:00 hasta 13:00 15:00 hasta 20:00 |               |       | 13:30         | 13:30         |
| Domingo   | 9:00 hasta 13:00 15:00 hasta 20:00 | 15:30         |       |               |               |
| Domingo   | 9:00 hasta 13:00 15:00 hasta 20:00 | 18:00         |       |               |               |

| Leyenda                      |
| ---------------------------- |
| Hora de inicio posible       |
| Hora de inicio no es posible |

Pocas horas después de que se publicó el fallo el 23 de octubre de 2019, se supo que el tribunal había justificado el mismo en base a límites de ruido obsoletos (válidos hasta 2017). SC Freiburg espera poder usar el lugar sin restricciones con los valores límite actualmente aplicables al Estadio de Friburgo. El veredicto fue reconocido en todo el país y en Gran Bretaña. El 20 de mayo de 2020 la queja de la audiencia del Tribunal Administrativo de Baden-Württemberg sobre la admisión de juegos en el nuevo estadio SC fue totalmente otorgada. Por lo tanto, la decisión del 23 de octubre de 2019 es nula y se tomará una nueva decisión.

## Conexión al aeropuerto
En un futuro podrían aterrizar aviones más grandes en el vecino campo de aviación de Friburgo. La compañía operadora ya está trabajando en la aprobación. Igualmente se compró un nuevo vehículo de bomberos para esto. Si se concediera el permiso, el avión de los equipos visitantes podría aterrizar directamente al lado del estadio.

## Galería

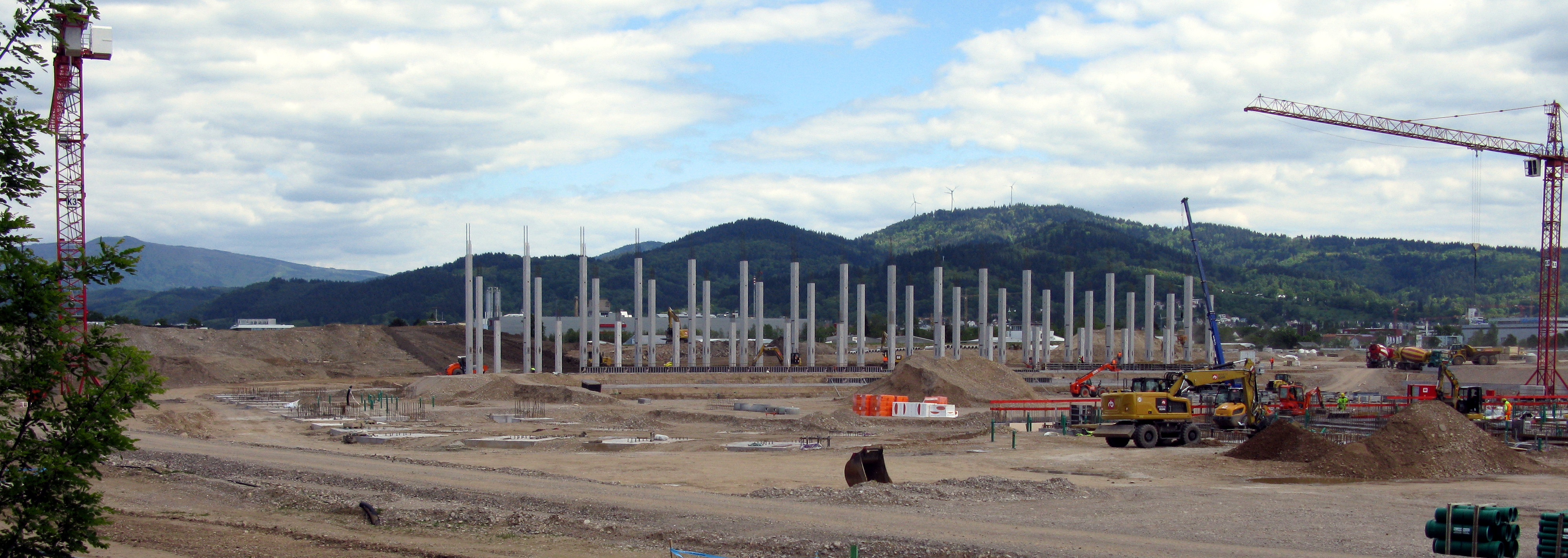
13 de mayo de 2019
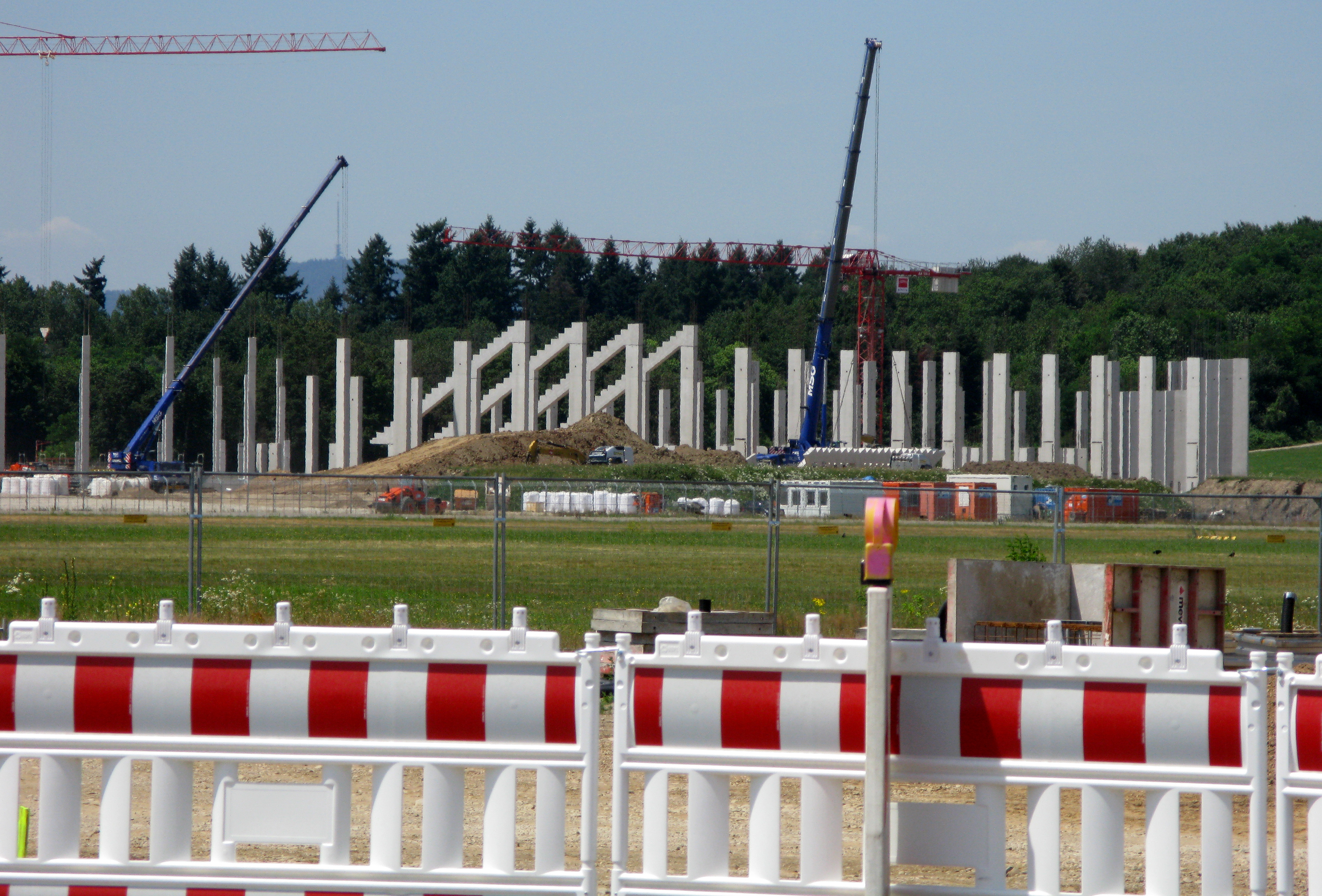
9 de julio de 2019
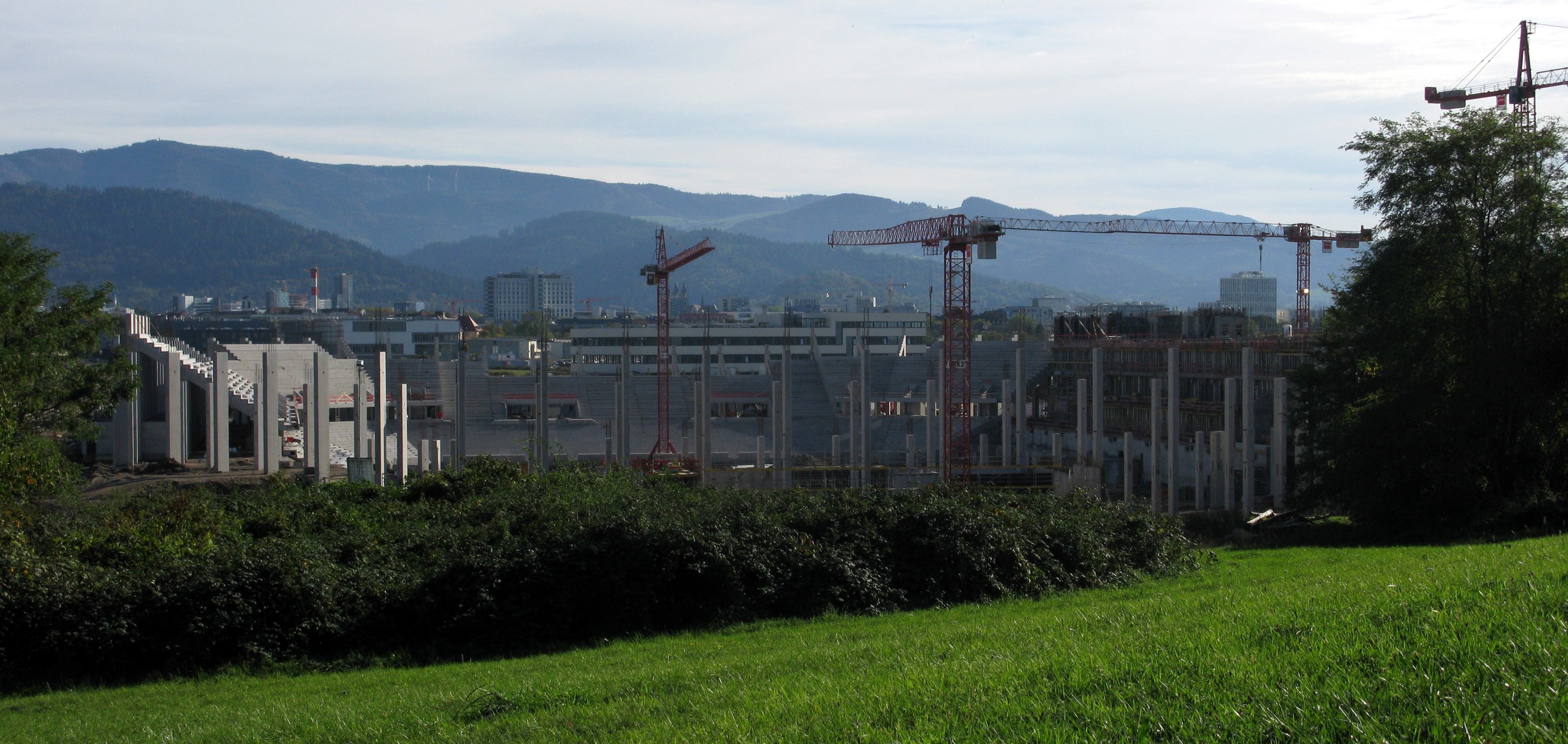
20 de octubre de 2019
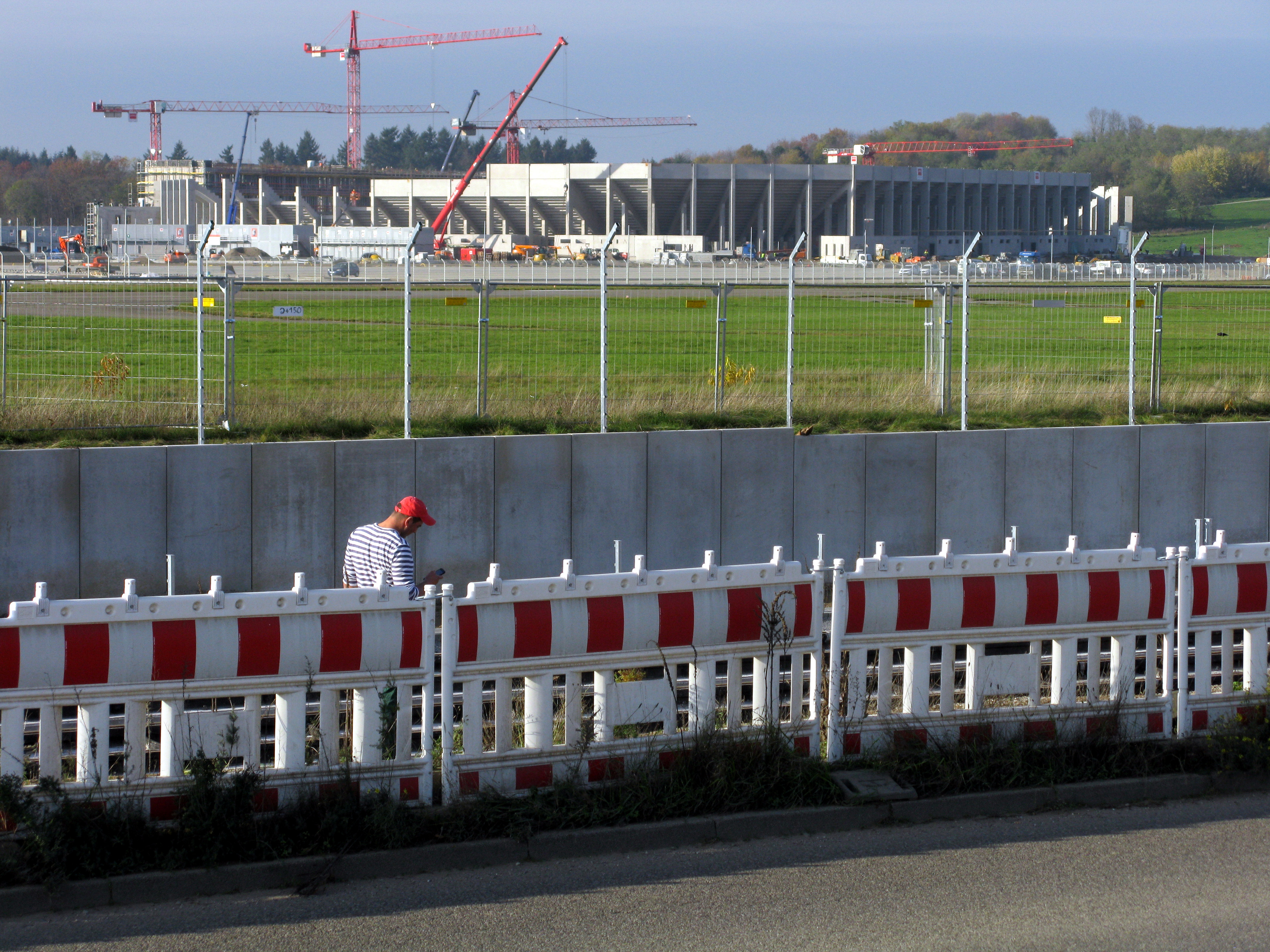
25 de noviembre de 2019
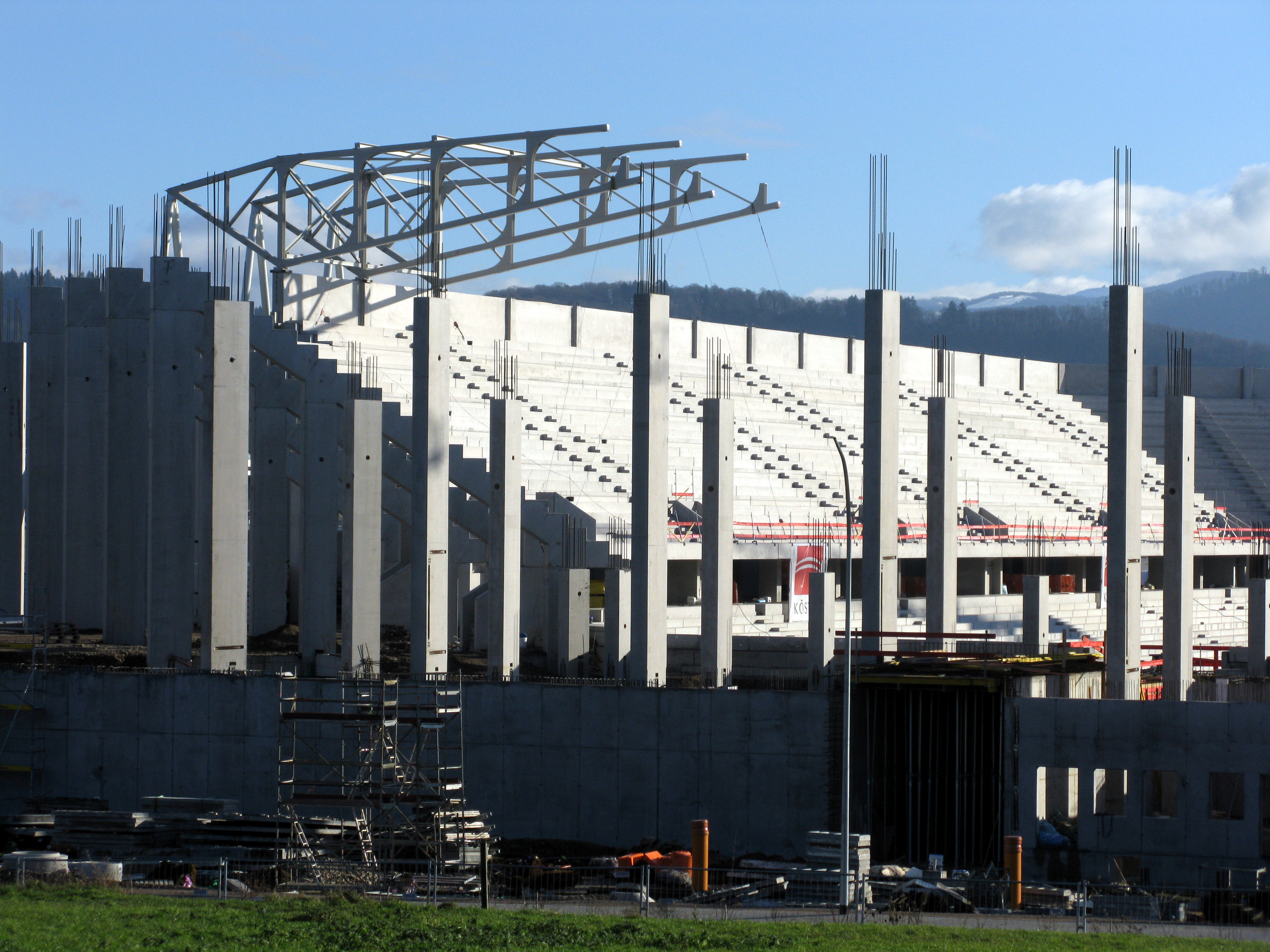
Obra en mayo de 2020.
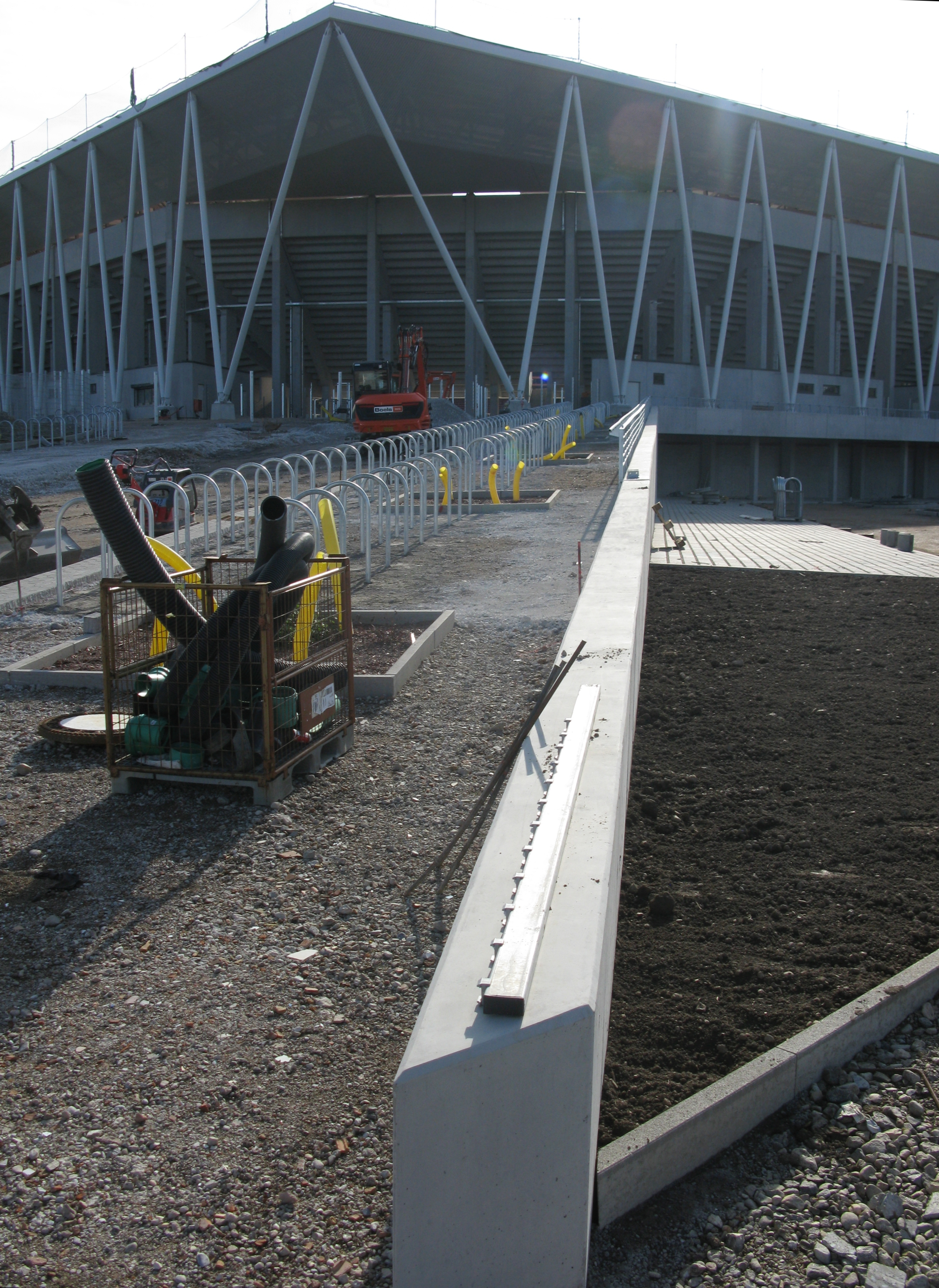
25 de octubre de 2020
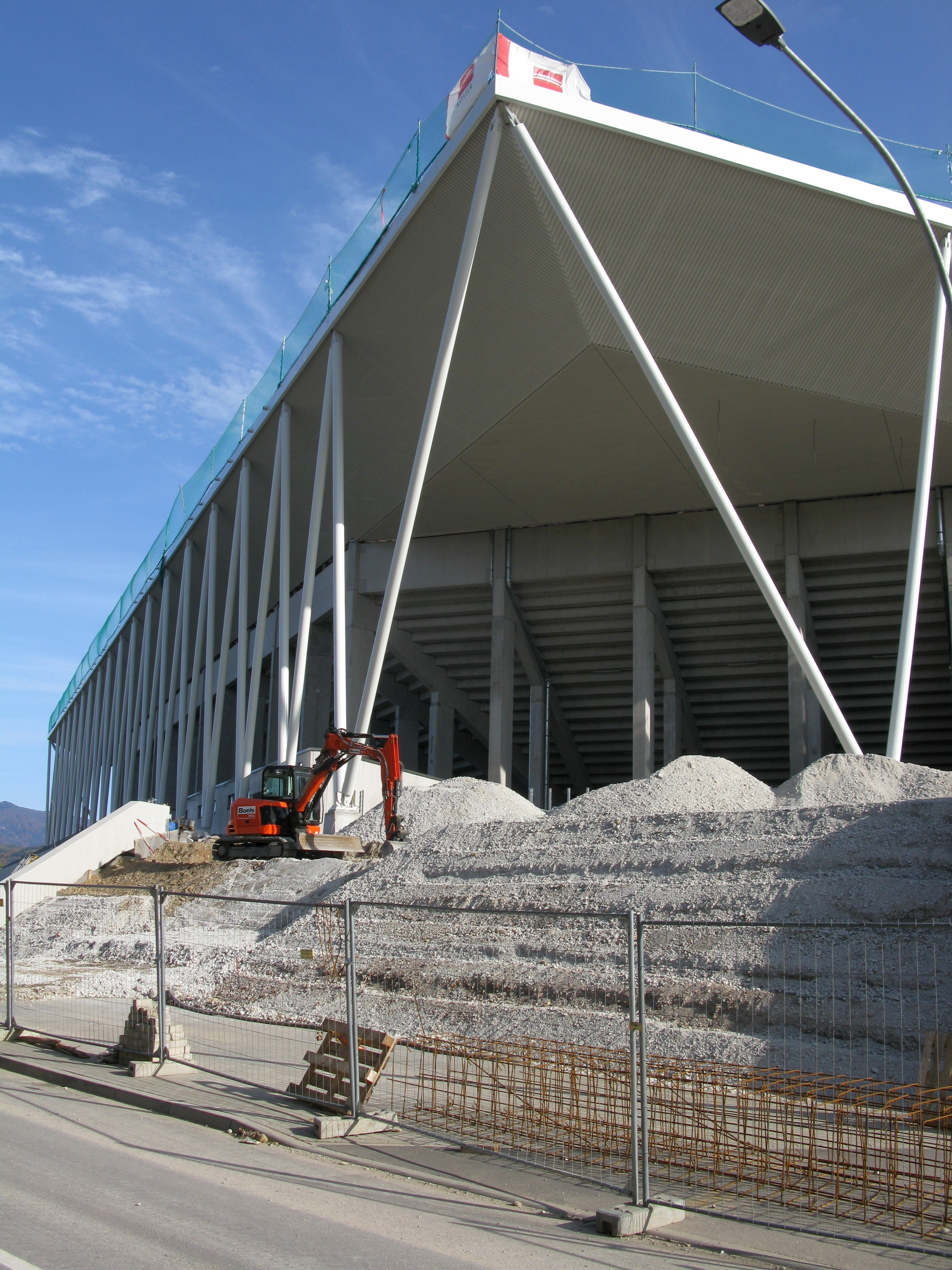
Avance de la obra en octubre de 2020.
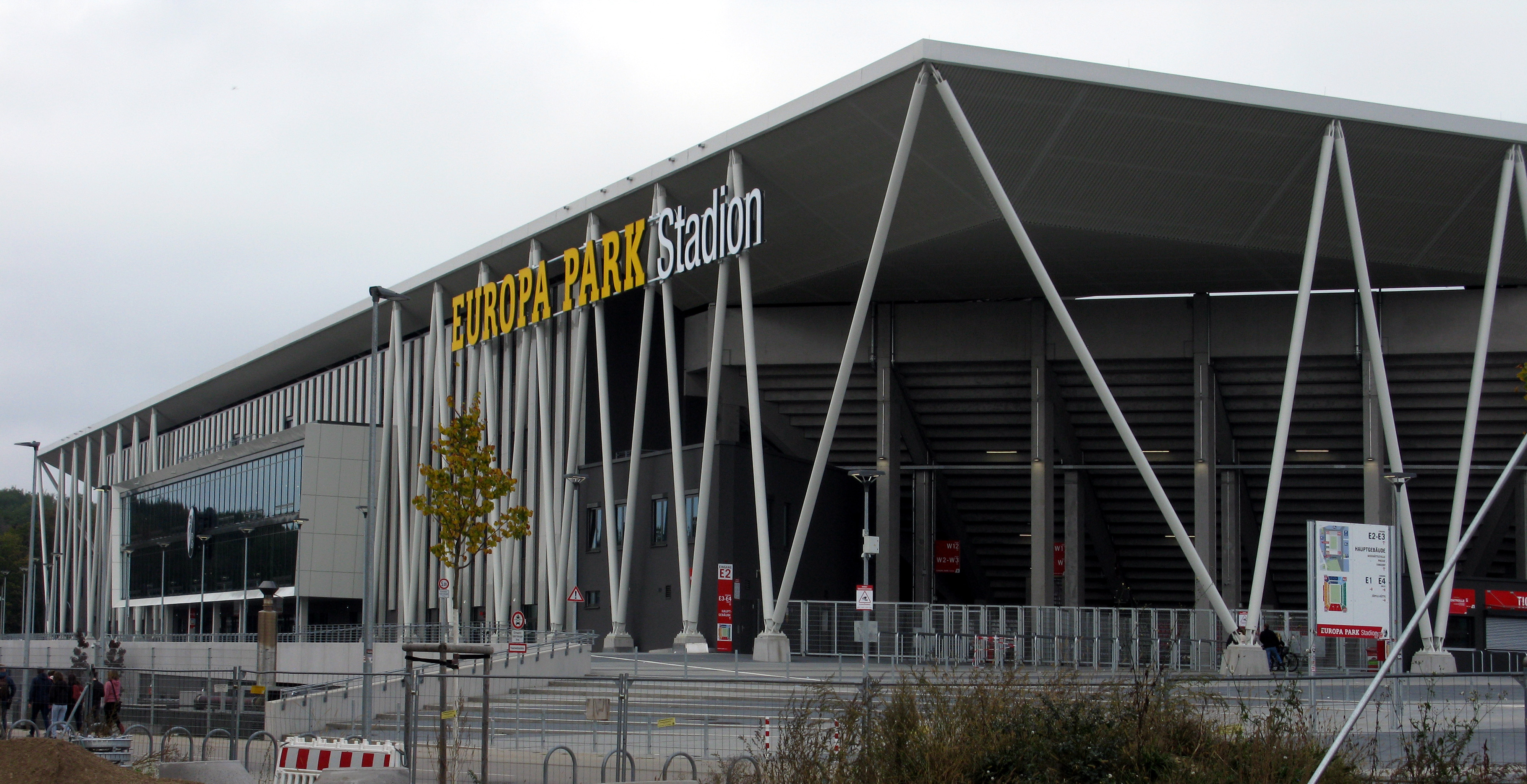
17 de octubre de 2021